# Хувентино-Росас
Хувентино-Росас (исп. Juventino Rosas) — город и административный центр муниципалитета Санта-Крус-де-Хувентино-Росас в Мексике, штат Гуанахуато. Численность населения, по данным переписи 2010 года, составила 42 264 человека.

## Общие сведения
Поселение было основано в 1719 году как аванпост на королевском маршруте, а в 1721 году получило статус посёлка Санта-Крус. В 1939 году город был переименован в честь родившегося здесь композитора Хувентино Росаса.